# Le Goût de l'Anjou
 (octobre 2016).
Si vous disposez d'ouvrages ou d'articles de référence ou si vous connaissez des sites web de qualité traitant du thème abordé ici, merci de compléter l'article en donnant les références utiles à sa vérifiabilité et en les liant à la section « Notes et références ».

Le Goût de l'Anjou est une anthologie littéraire publiée en septembre 2016 au sein de la collection « Le Goût de » éditée au Mercure de France.

## Présentation
Le livre se compose de trente textes, choisis et présentés par Bruno Deniel-Laurent, qui évoquent divers aspects de l'Anjou.
L'anthologie rassemble des écrivains classiques (Honoré de Balzac, Julien Gracq, Joachim Du Bellay, René Bazin, etc.) et des plumes contemporaines (Alix de Saint-André, Philippe Nédélec, Antony Heulin, etc.).

## Récompenses
Le Goût de l’Anjou représentera la France, dans la catégorie « Prix spécial du Jury », aux Gourmand World Cookbook Awards qui se tiendront à Yantai – province du Shandong, République populaire de Chine – les 27 & 28 mai 2017. 
Le livre, vainqueur national, concourra pour le titre « Best in the World » dans sa catégorie.  

## Sommaire
Partie I - Sentiers, pays & couleurs
- Curnonsky & Marcel Rouff : « L'Anjou, c'est la Loire »
- Alix de Saint-André : « Ne varietur »
- Paul Viriot : « La tour Saint-Aubin »
- Julien Gracq : « Le génie d'Angers »
- René Bazin : « C'est le Craonnais »
- Laurence Wylie (de) : « Chanzeaux et les mystères des Mauges »
- Michel Vaissier : « L'Anjou, centre du monde »
- Honoré de Balzac : « La porte de la maison à monsieur Grandet »
- Maurice Fourré : « Un dimanche de la Toussaint, à Château-Gontier »
- John Taylor : « Le bac de l'île Saint-Aubin »
- Philippe Nédélec : « Loire et déboires »
- Anthony Heulin : « Ruzebouk / Ruzebouc »

Partie II - Figures, gestes & humeurs
- Jean Carmet : « Un monde d'une tranquille opulence »
- Raphaël Bodin : « L’Angevin, ce super-héros »
- Joachim du Bellay : « Heureux qui comme Ulysse »
- Marc Lefrançois : « La reine et la Vierge noire »
- Laurent James : « La cathédrale johannique d'Angers »
- Mathilde Alanic : « Au château de Barbe-Bleue »
- Bruno Deniel-Laurent : « Brave l'Angevin, l'insoumise »
- René Bazin : « Le Fond bleu »
- Stendhal : « Un touriste sur la Loire angevine »
- Pierre Nord : « Le sacrifice des Cadets de Saumur »
- Louis Aragon : « C »

Partie III - Ivresses, joies & saveurs
- Raphaël Bodin : « Ne prenez jamais la route sans un petit verre de Cointreau »
- Curnonsky & Marcel Rouff : « Eloge des vins d'Anjou »
- Marc Leclerc : « Cheux nous » (rimiau)
- Michel Marmin : « Beaufort-en-Vallée et la dive bouteille »
- Jean-Pierre & Jean-Claude : « Les Jubeaux » (chanson)
- Bruno Deniel-Laurent : « La boule de fort ou l’art de la circonvolution »
- Sophie Tremblais : « Le crémet d'Anjou » (recette)